# 章纳乡
章纳乡，是中华人民共和国四川省甘孜藏族自治州理塘县下辖的一个已撤销的乡。
2020年6月17日，四川省人民政府批准撤销理塘县喇嘛垭乡、章纳乡，设立格聂镇。

## 行政区划
2020年撤销前，章纳乡下辖以下地区：
章纳村、扎拉村、告巫村、乃干多村、则巴村、查冲西村和达青村。